# Leopold Salvator av Toscana

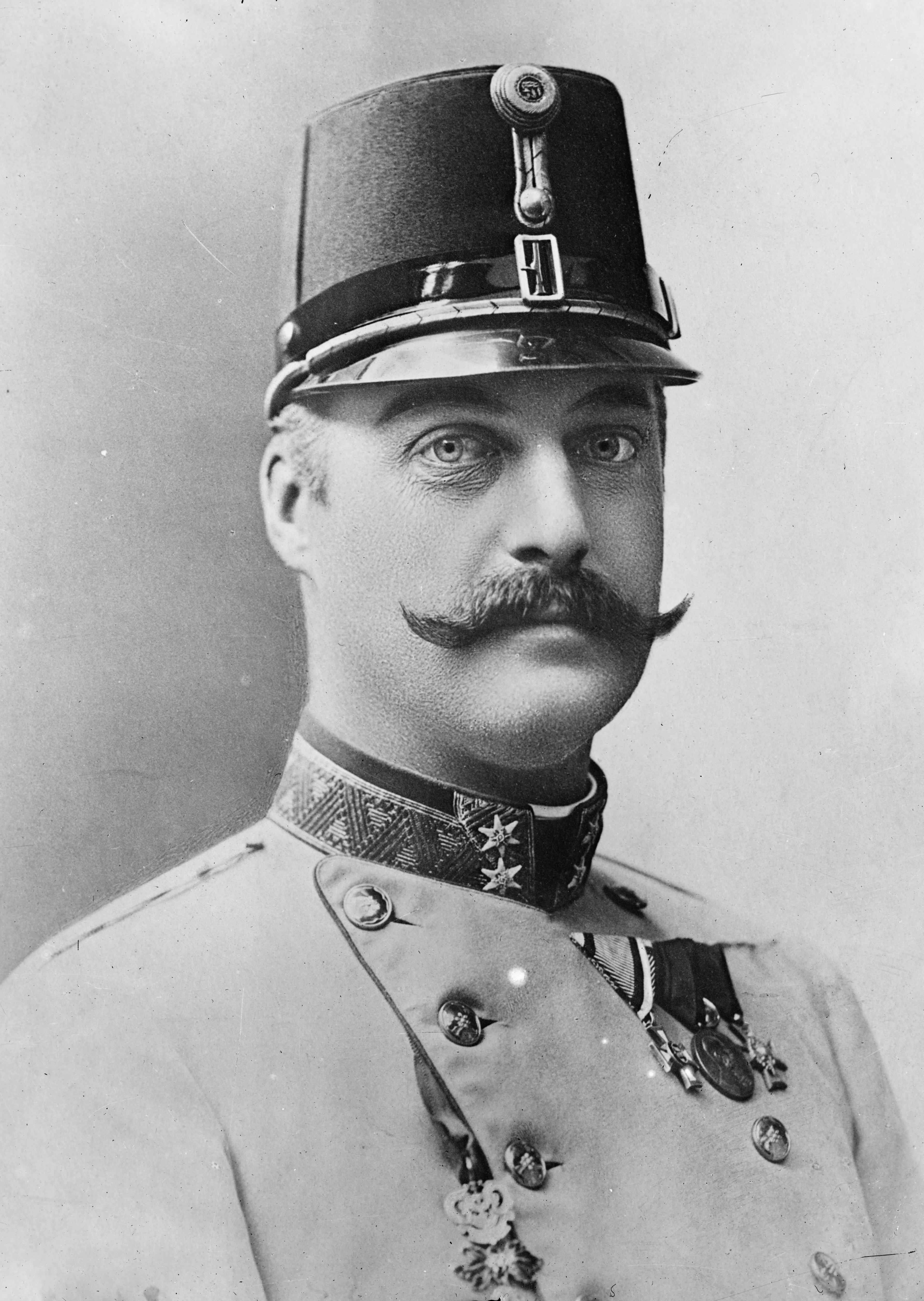
Leopold Salvator av Toscana 1905

Leopold Salvator av Toscana, Leopold Salvator Maria Joseph Ferdinand Franz von Assisi Karl Anton von Padua Johann Baptist Januarius Aloys Gonzaga Ranier Wenzel Gallus, född 15 oktober 1863 i Alt-Bunzlau, Böhmen, död 4 september 1931 under ett besök i Wien. Son till Karl Salvator av Toscana
Han gifte sig 1889 i Frohsdorf med Blanca av Spanien (1868-1949), dotter till Don Carlos, hertig av Madrid.

## Barn
- Dolores (1891-1974) ogift
- Maria Immakulata (1892-1971); gift 1932 med Nobile Inigo Neri Serneri (1891-1950)
- Margarita ("Meg") (1894-1986); gift 1937 med Francesco, Marchese Taliani di Marchio (1887-1968)
- Rainer (1895- d. i Wien av blodförgiftning 1930)
- Leopold (1897- d. i Mansfield, Connecticut 1958); gift 1:o (morganatiskt) 1919 med baronessan Dagmar Nicolics-Podrinska (1898-1967) (skilda 1931) ; gift 2:o (morganatiskt) 1932 med Alice Coburn (1894-   ).
- Maria Antonia (1899-1977); gift 1:o 1924 med Ramon Orlandis y Villalonga (1896-1936); gift 2:o i Montevideo 1942 med Don Luis Perez Sucre (1899-1957)
- Anton av Toscana (1901-1987); gift 1931 med prinsessan Ileana av Rumänien, dotter till Ferdinand I av Rumänien, (skilda 1954) (1909-1991)
- Assunta (1902-1993); gift 1939 med dr Joseph Hopfinger (skilda 1950) (1905-1992)
- Franz Josef (1905-1975); gift 1:o (morganatiskt) 1937 med Marta Baumer (skilda) (1906-1987); gift 2:o (morganatiskt) 1962 med Maria Elena Seunig, Cdsa de Basus (1925-1994)
- Karl Pius (1909-1953); gift (morganatiskt) 1938 med Christa Satzger de Bálványos (skilda 1950) (1914-2001)